# إسكوبية
إسكوبية (بالمقدونية: Скопје)‏ هي عاصمة مقدونيا الشمالية وأكبر مدنها. فهي مركز الدولة السياسي والاقتصادي والأكاديمي. كانت تعرف قديماً في عهد روما القديمة باسم «سكوبي».
استوطنت أراضي إسكوبية منذ 4000 قبل الميلاد على الأقل. وقد عُثر على بقايا التجمعات السكانية في العصر الحجري الحديث في منطقة قلعة إسكوبية التي تشرف على مركز المدينة. عشية القرن الأول الميلادي، استولى الرومان على المنطقة فأصبحت معسكراً للجيش عندما انقسمت الإمبراطورية الرومانية إلى جزئين: شرقية وغربية عام 395 ميلادي، خضعت سكوبي لحكم الإمبراطورية البيزنطية التي كانت تدار من القسطنطينية. خلال فترة جيدة من العصور الوسطى المبكرة كانت المدينة ممزقة بين البيزنطيين والإمبراطورية البلغارية الأولى فكانت عاصمتها بين عامي 972 و 992. منذ عام 1282، أصبحت المدينة جزءاً من الإمبراطورية الصربية وكانت بمثابة عاصمتها منذ 1346. في عام 1392م، فتح العثمانيون المدينة وبقت تحت سيطرة الدولة العثمانية والتي أسمت المدينة: «أسكوب»، وظلت إسكوبية تحت الحكم العثماني ما يزيد عن 500 عام. في ذلك الوقت، اشتهرت المدينة بهندستها المعمارية الشرقية. عام 1912، تم ضمّها من قبل مملكة صربيا أثناء حروب البلقان، 
وبعد الحرب العالمية الأولى، أصبحت المدينة جزءاً من مملكة يوغوسلافيا الحديثة. أما في الحرب العالمية الثانية احتل الجيش البلغاري المدينة وكانت بلغاريا من دول المحور.
عام 1944، أصبحت إسكوبية عاصمة جمهورية مقدونيا الاشتراكية والتي كانت دولة فيدرالية تابعة لجمهورية يوغوسلافيا الاشتراكية الاتحادية. تطورت المدينة بسرعة بعد الحرب العالمية الثانية، لكن سرعان ما انقطع هذا الاتجاه عام 1963 عندما ضرب المدينة زلزال مدمّر (زلزال إسكوبية 1963). عام 1991، أصبحت إسكوبية عاصمة جمهورية مقدونيا المستقلة.
تقع إسكوبية في المنطقة العليا من نهر فاردار، على الطريق الرئيسي الذي يربط شمال البلقان بجنوبها بين بلغراد وأثينا. وهي مركز للعديد من الصناعات كمعالجة المعادن والكيماويات والأخشاب والمنسوجات والمنسوجات والجلد والطباعة. رافق التنمية الصناعية في المدنية تطوراً في قطاعات التجارة والإمدادات والمصارف، إضافة للتركيز على قطاعات النقل والثقافة والرياضة. حسب التعداد الرسمي الذي أجري عام 2002، بلغ عدد سكان إسكوبية حوالي 506,926 نسمة، أما حسب التعدادين الأخيرين غير الرسميين فإن التقديرات تشير إلى أن العدد وصل إلى 668,518 نسمة أو 491,000 نسمة

## الجغرافيا

### طبوغرافيا

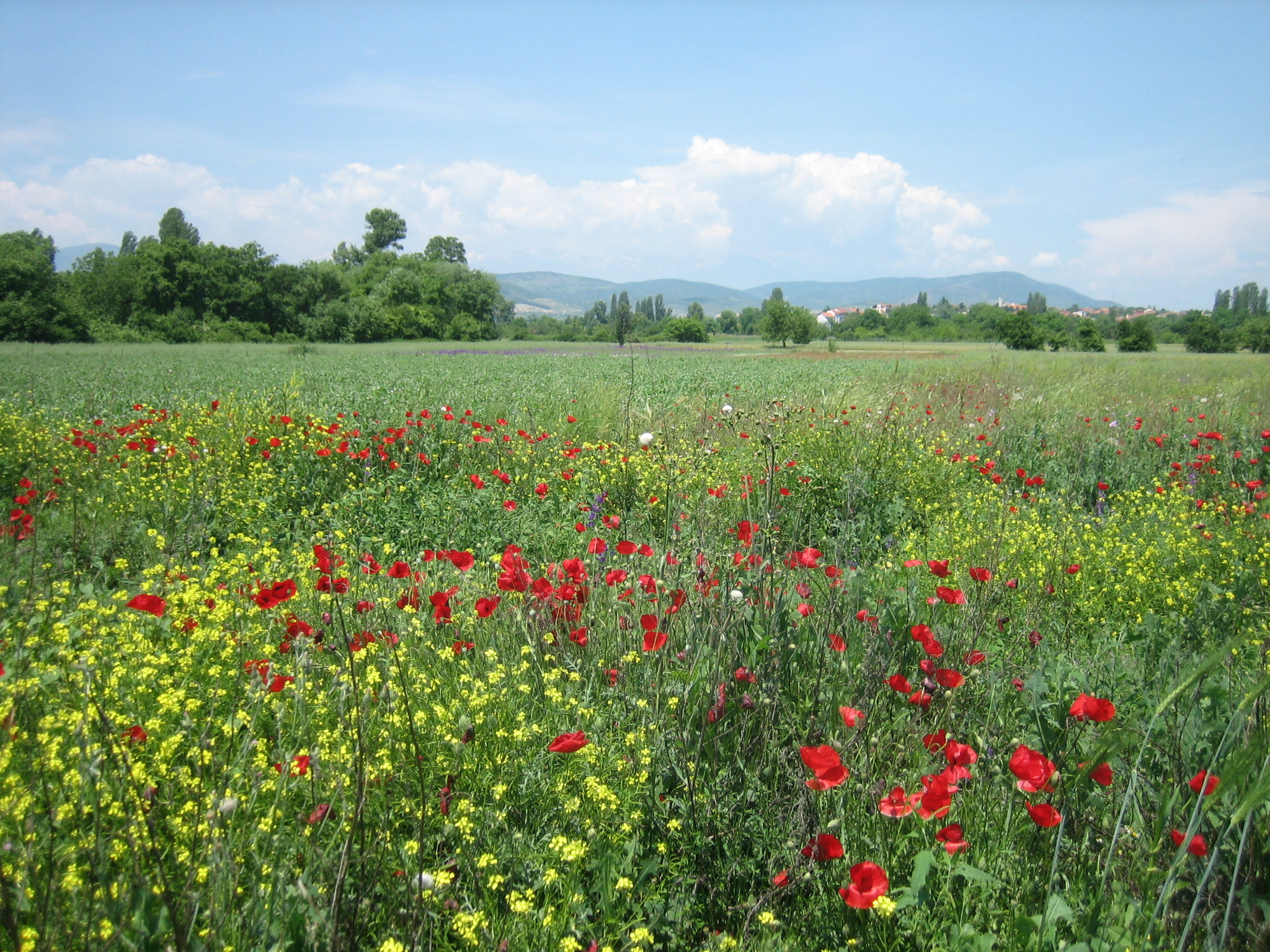
منظر من وادي إسكوبية، بالقرب من برادوفتشي.

تقع إسكوبية شمال جمهورية مقدونيا وسط البلقان، في منتصف الطريق بين بلغراد وأثينا. بنيت المدينة في وادي إسكوبية الذي يقع على محور بين الغرب والشرق على طول مجرى نهر فاردار الذي يصب في بحر إيجة في اليونان. يبلغ عرض الوادي حوالي 20 كيلومتر ويقتصر وجود السلاسل الجبلية في الشمال والجنوب. تحدّ هذه النطاقات من التوسع العمراني في المدينة الذي ينتشر على طول نهر فاردار ونهر سيرافا (وهو نهر صغيرة في المنطقة الشمالية). ضمن حدودها الإدارية، تتوسع مدينة إسكوبية لأكثر من 33 كم، لكن عرضها لا يتجاوز 10 كم
ترتفع إسكوبية حوالي 245 متر فوق سطح البحر وتبلغ مساحتها 571.46 كم متر مربع. تغطي المنطقة الحضرية مساحة 337 كيلومتر مربع بكثافة سكانية 65 نسمة في الهكتار الواحد تتضمن إسكوبية ضمن حدودها الإدارية العديد من القوى والمناطق المأهولة الأخرى بما فيها «دراشيفو» و«غورنو نيريزي» و«باردوفتشي». وفقاً للتعداد السكاني الذي جرى عام 2002، تضم مدينة إسكوبية حوالي 506926 نسمة في حين أن المناطق الحضرية تضم 444800 نسمة فقط
تصل مدينة إسكوبية حتى حدود كوسوفو إلى الشمال الشرقي. كما يحدها بلدات مقدونية هي (باتجاه عقارب الساعة): بلدية تشوتشير-سانديفو، بلدية ليبكوفو، بلدية أراتشينوفو، بلدية إليندين، بدلية ستودينتشاني، بلدية سوبيشتي، بلدية جيلنو، بلدية جيغونوفسي

مدينة إسكوبية، الحدود الإدارية باللون الأحمر.

### المسطحات المائية

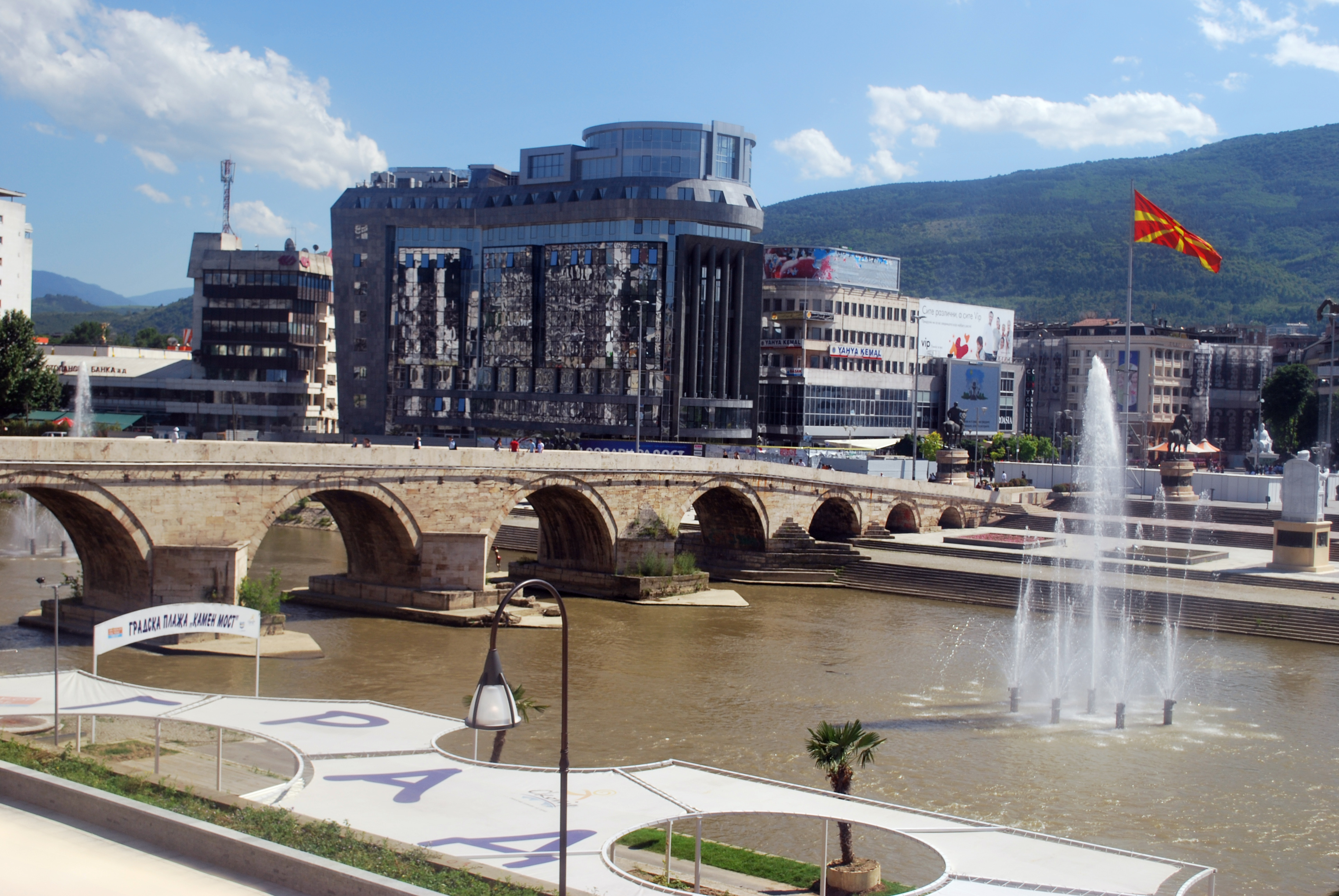
نهر فاردار والجسر الحجري، من رموز المدينة

يلبغ طول نهر فاردار الذي يمر عبر إسكوبية حوالي 60 كم من منبعه قرب غوستيفار. يبلغ معدل التصريف في إسكوبية حوالي 51 متر مكعب وتعتمد سعته على المواسم وتتراوح بيه 99.6 متر مكعب غي أيار (مايو) إلى 18.7 متر مكعب في تموز (يوليو). وتختلف درجة حرارة الماء من 4.6 درجة مئوية في كانون الثاني (يناير) حتى 18.1 درجة مئوية في تموز (يوليو).

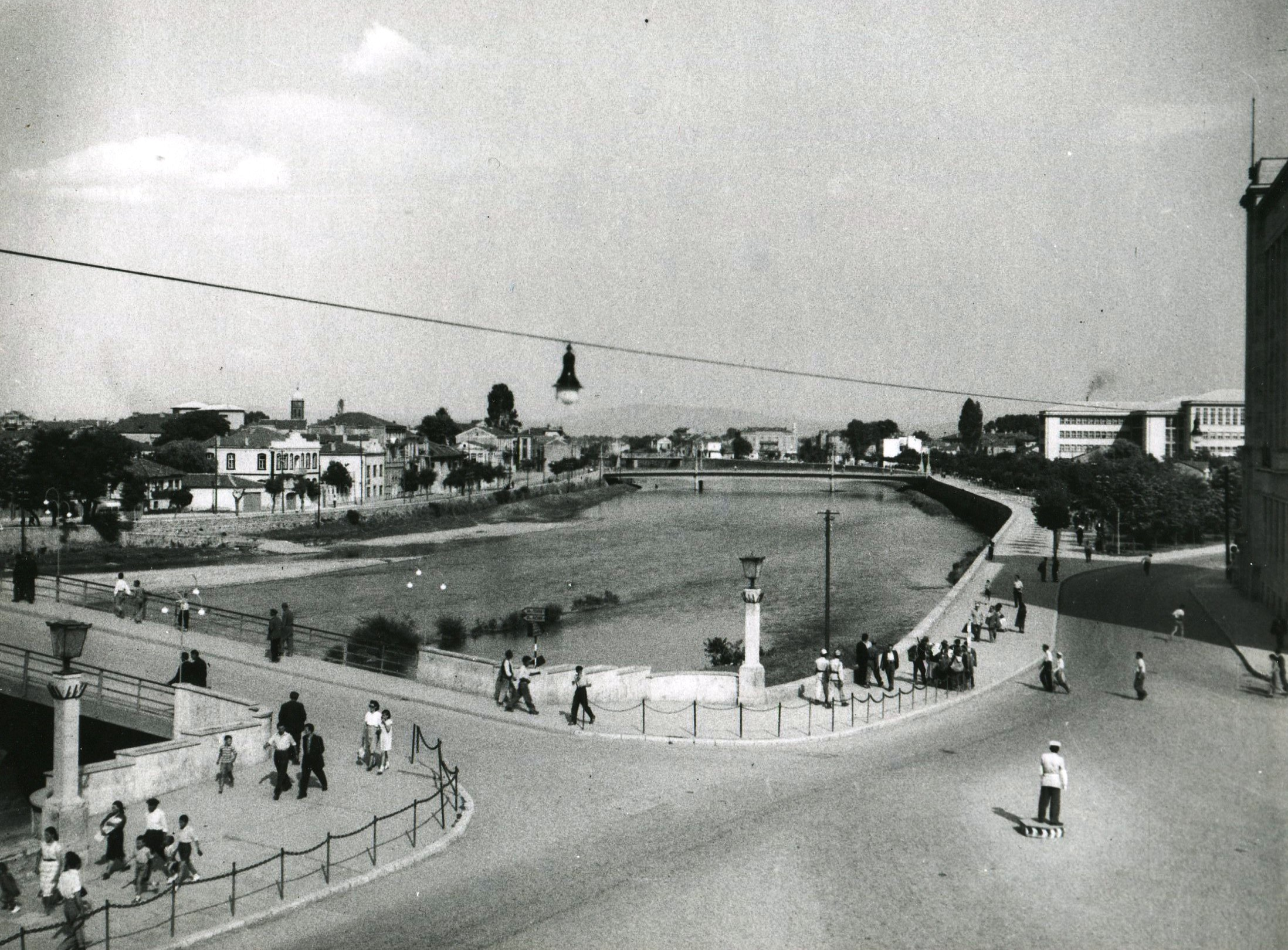
النهر الرئيسي يمر عبر وسط إسكوبية 1950

تلتقي أنهار عدة مع نهر فاردار ضمن خدود المدينة. أكبرها نهر تريسكا الذي يبلغ طوله 130 كم. يعبر هذا النهر وادي ماتكا قبل أن يصل فاردار عند الطرف الغربي لمدينة إسكوبية.ونهر ليبيناك الذي يأتي من كوسوفو، يلتقي مع فاردار عن الطرف الشمالي الغربي للمنطقة الحضرية. كما يتدفق نهر سيرافا من الشمال أيضاً، إذ كان يجري نحو البازار القديم حتى عقد 1960، إلا أن تم تحويل مساره نحو الغرب لكون مياهه ملوثة جداً. كان سيرافا سابقاً يلتقي بفاردار بالقرب من مقر أكاديمية العلوم والفنون المقدونية. أما اليوم فيصب في فاردان بالقرب من أنقاض سكوبي.
أخيراً، نهر ماركوفا، ومنبعه نهر فودنو، يلتقي بنهر فاردار عند الطرق الشرقي للمدينة. يشار إلى أن أطوال هذه الأنهار الثلاثة أثل من 70 كم.

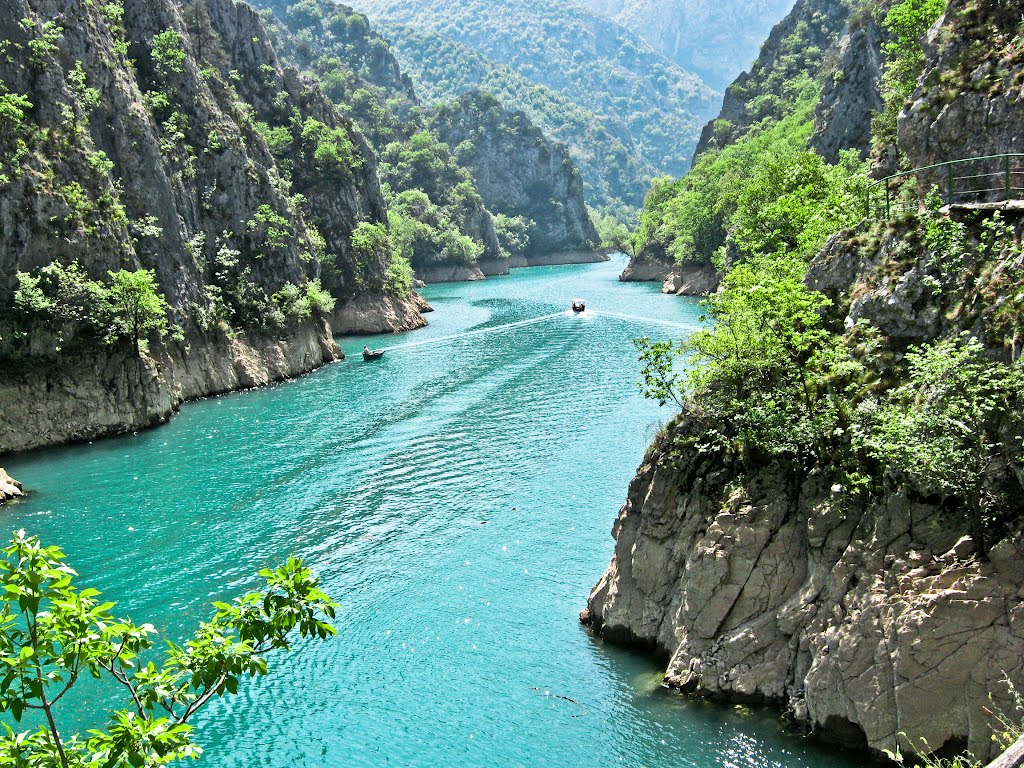
وادي ماتكا وتريسكا، على الطرف الغربي من مدينة إسكوبية.

تضم مدينة إسكوبية بحيرتين اصطناعيتين تقعان في وادي تريسكا. تكوّنت بحيرة ماتكا عن بناء سدّ في وادي ماتكا في عقد 1930 أما بحيرة تريسكا فيتم حفرها لأغراض ترفيهية عام 1978 كما يوجد ثلاث بحيرات طبيعية بالقرب من سميلكوفتشي عند الطرف الشمالي الشرقي من المنطقة الحضرية.
تسبب نهر فاردار بعدة فيضانات على مدار التاريخ، كما حدث عام 1962، عندما بلغ التدفق حوالي 1110 م3/s−1 أجريت بعض الأعمال منذ العصر البيزنطي للحد من مخاطر الفيضان، ومنذ بناء سد كوزياك على نهر تريسكا عام 1994 أصبحت مخاطر الفيضانات تؤول إلى الصفر
ثمة مخزون كبير من المياه الجوفية التي تغذي نهر فاردار، إذ تعمل بمثابة نهر تحت الأرض. تحت هذه الطبقة تقع طبقات المياه الجوفية المحتواة في مرل. يبلغ منسوب المياه الجوفية من 4-12 متر تحت سطح الأرض بعمق 4-144 متر. تستمد العديد من الآبار مياهها منها، كما أن مياه الشرق في المدينة تأتي من نبع كارست الواقع إلى الغرب من المدينة.

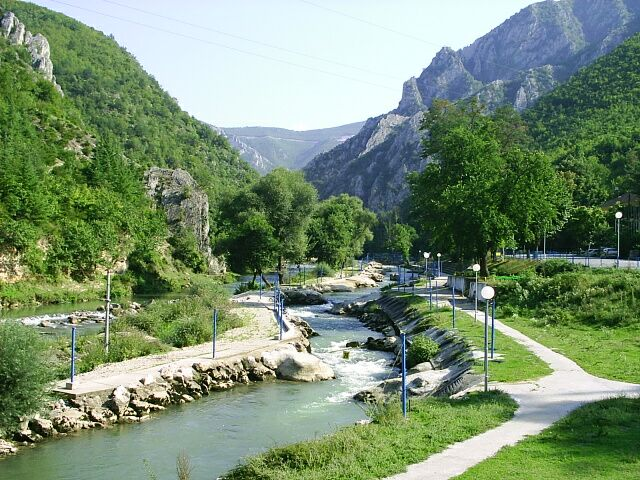
نهر تريسكا يغادر الوادي.
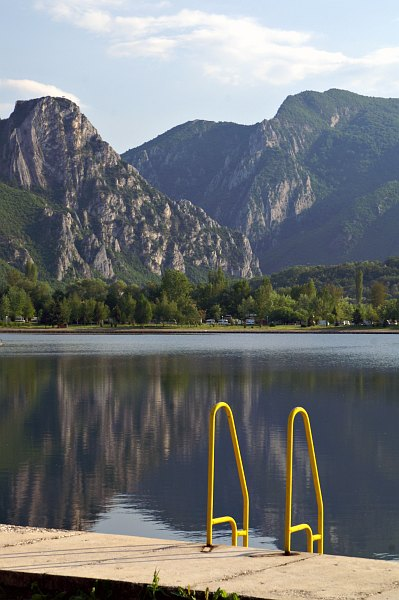
بحيرة تريسكا.
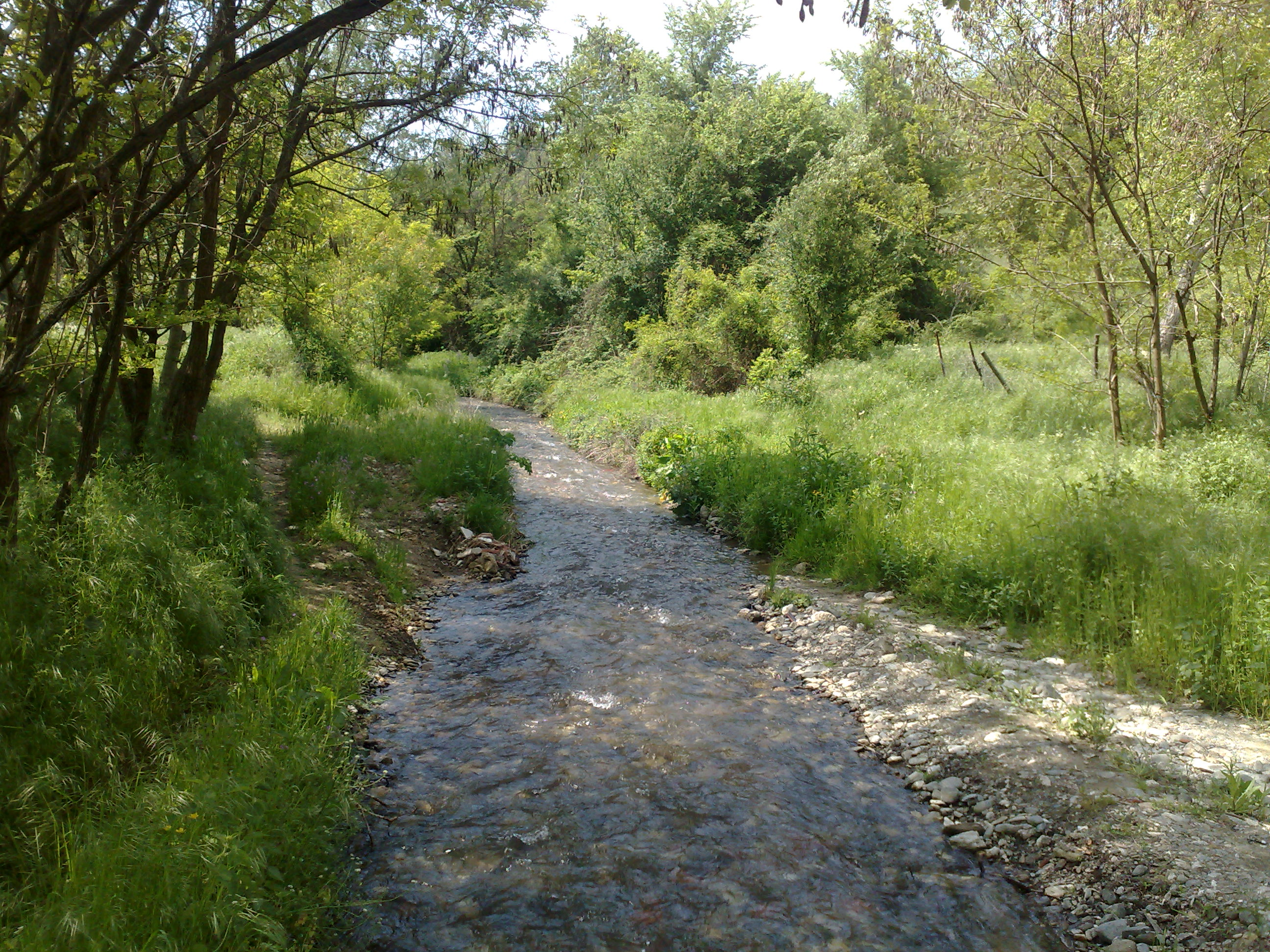
سيرفا شمالي المدينة.

### الجيولوجيا

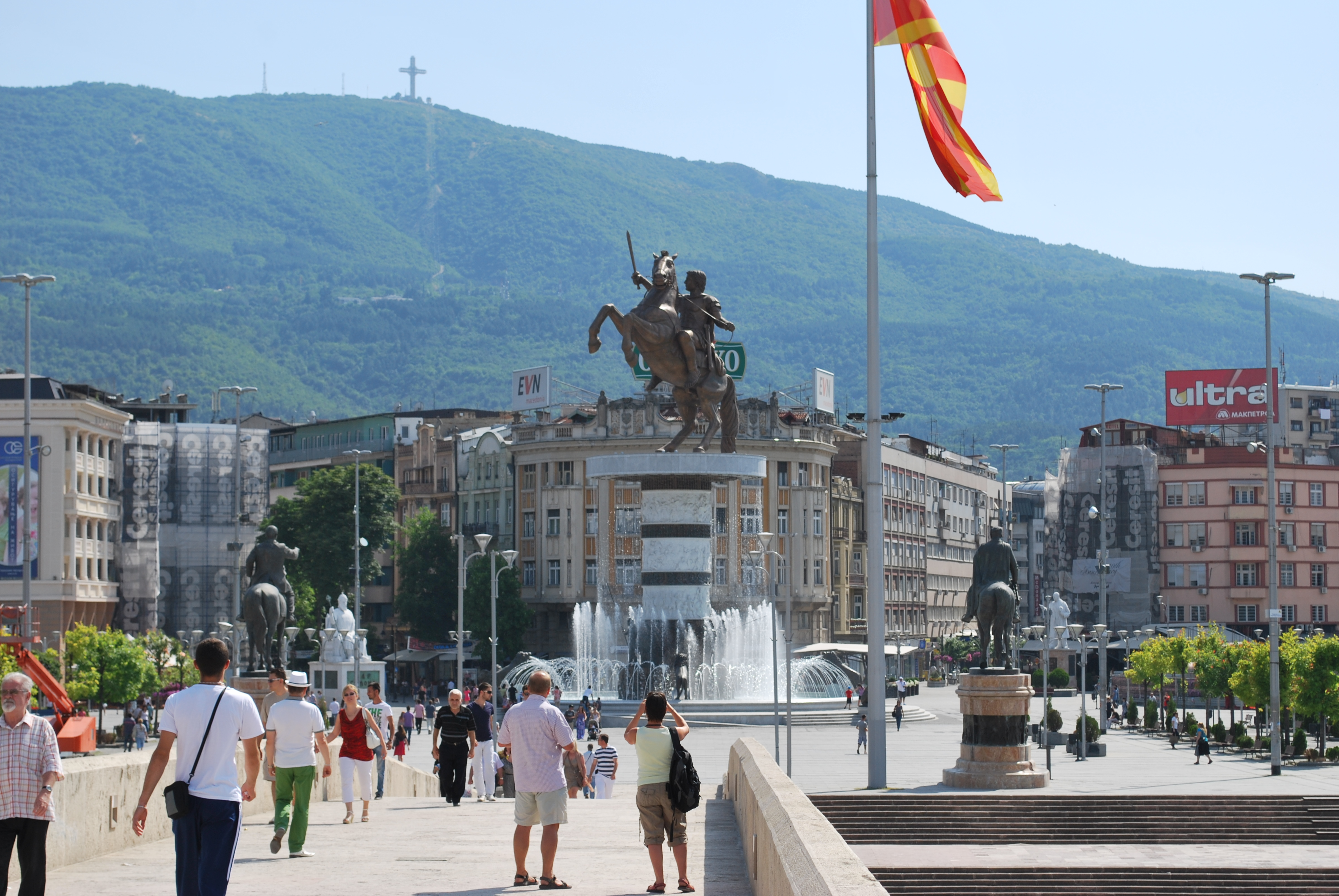
جبل فودنو كما يُرى من الجسر الحجري.

يحدّ وادي إسكوبية من الغرب جبال شار ومن الجنوب سلسلة جبال ياكوبتسا ومن الشرق تلال من سلسلة أوسوغوفو ومن الشمال سكوبسكا كرنا غورا. ويعتبر جبل فودنو أعلى قمة ضمن حدود إسكوبية بارتفاع يصل إلى 1066 متر وهو من سلسلة ياكوبتسا.
على الرغم من أن إسكوبية بنيت على سفح جبل فودنو، إلا أن المنطقة الحضرية في معظمها منبسطة. وتضم العديد من التلال الصغيرة، وهي مغطاة بالغابات والحدائق العامة كتلّة غازي بابا (320 متر) وزايتسيف ريد (327 متر)، وسفوح جبل فودنو (يتراوح ارتفاع أصغرها بين 350 و 400 متر) ونتوء صخري على الخليج بنيت فوقه قلعة إسكوبية.

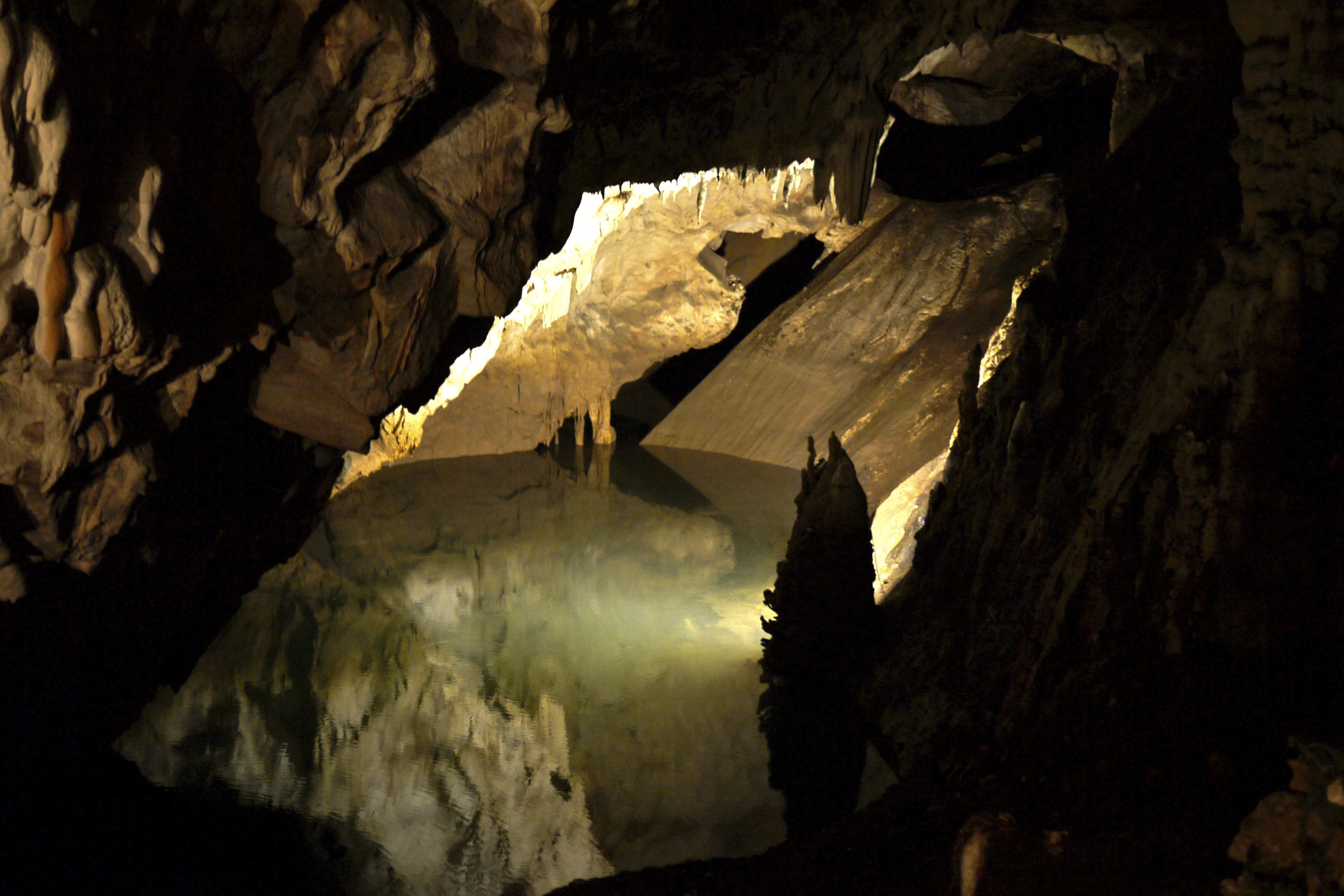
كهف بالقرب من وادي ماتكا.

يقع وادي إسكوبية بالقرب من خط الزلازل بين أفريقيا وأوراسيا، وهو يشهد نشاطاً زلزالياً عادياً. يُعزّز هذا النشاط بفعل البنية المسامية لباطن الأرض. حدثت زلازل كبيرة في إسكوبية أعوام 518 و 1505 و 1963.
ينتمي وادي إسكوبية إلى منطقة فاردار الجيوتكنونية، ويتكون باطن الأرض من مخزونات نيوجين والعصر الرباعي. أما الطبقة التحتية ففيها مخزونات بليوسين من حجر رملي ومارل وتكتلات مختلفة. وهذه مغطاة بطبقة أولى من الرمال والطمي على عمق يتراوح بين 70 و 90 متر. فوقها طبقة أصغر من الطين والرمل والحصى يحملها نهر فاردار، وعمقها بين 1.5 و 5.2 متر.
في بعض المناطق، باطن الأرض هو من نوع كارست. أدى ذلك إلى تشكّل الأخاديد كوادي ماتكا والمحاط بعشرة كهوف، يتراوح عمقها بين 20 و 176 متر

### الطقس
يصنّف طقس إسكوبية عادة على أنه مناخ شبه متوسطي، لكن حسب تصنيف كوبن للمناخ فمناخها مناخ رطب شبه مداري (Cfa)، بمتوسط درجات حرارة سنوية تبلغ 13.5 درجة.
معدلات هطول الأمطار منخفضة نسبياً بسبب وجود جبال بروكليتيه إلى الشمال الغربي والتي تعمل كظلٍ للمطر، ويجري حوالي ربع الكمية الهاطلة إلى ساحل البحر الأدرياتيكي الواقع على نفس خط العرض. يعتبر الصيف طويل نسبياً وحار وفيه رطوبة. متوسط درجة الحرارة في تموز (يوليو) في إسكوبية حوالي 31 درجة مئوية. وتشهد المدينة في المتوسط حوالي 88 يوماً تكون فيها الحرارة أعلى من 30 درجة مئوية كل سنة وحوالي 10.2 يوماً تكون فيها الحرارة أعلى من 35.0 درجة مئوية سنوياً. فصل الشتاء قصير وبارد نسبياً ورطب. ومن الشائع أن يهطل الثلج في الشتاء لكن تراكمه نادر ولا يوم سوى بضع ساعات أو أياماً على أقصى حد إن كان الهطول كثيفاً. في الصيف تكون درجات الحرارة أعلى من 31 درجة مئوية عادةً وقد تصل أحياناً إلى 40 درجة مئوية. في الشتاء تكون درجة الحرارة نهاراً حوالي 6 درجات مئوية تهبط إلى الصفر ليلاً وقد تصل إلى ما دون الصفر بعشر درجات. تتراوح درجات الحرارة على مدار العام من -13 درجة إلى 39 درجة مئوية. ويتوزع هطول الأمطار على مدار العام لكنه يكون أكثف في تشرين الأول (أكتوبر) إلى كانون الأول (ديسمبر) ومن نيسان (أبريل) إلى حزيران (يونيو).
| البيانات المناخية لـإسكوبية                                                 | البيانات المناخية لـإسكوبية | البيانات المناخية لـإسكوبية | البيانات المناخية لـإسكوبية | البيانات المناخية لـإسكوبية | البيانات المناخية لـإسكوبية | البيانات المناخية لـإسكوبية | البيانات المناخية لـإسكوبية | البيانات المناخية لـإسكوبية | البيانات المناخية لـإسكوبية | البيانات المناخية لـإسكوبية | البيانات المناخية لـإسكوبية | البيانات المناخية لـإسكوبية | البيانات المناخية لـإسكوبية |
| الشهر                                                                       | يناير                       | فبراير                      | مارس                        | أبريل                       | مايو                        | يونيو                       | يوليو                       | أغسطس                       | سبتمبر                      | أكتوبر                      | نوفمبر                      | ديسمبر                      | المعدل السنوي               |
| --------------------------------------------------------------------------- | --------------------------- | --------------------------- | --------------------------- | --------------------------- | --------------------------- | --------------------------- | --------------------------- | --------------------------- | --------------------------- | --------------------------- | --------------------------- | --------------------------- | --------------------------- |
| الدرجة القصوى °م (°ف)                                                       | 18.7 (65.7)                 | 24.2 (75.6)                 | 28.8 (83.8)                 | 32.4 (90.3)                 | 35.2 (95.4)                 | 41.1 (106.0)                | 42.8 (109.0)                | 43.2 (109.8)                | 37.0 (98.6)                 | 33.9 (93.0)                 | 28.2 (82.8)                 | 22.1 (71.8)                 | 43.2 (109.8)                |
| متوسط درجة الحرارة الكبرى °م (°ف)                                           | 4.5 (40.1)                  | 8.3 (46.9)                  | 14.0 (57.2)                 | 19.1 (66.4)                 | 24.4 (75.9)                 | 28.8 (83.8)                 | 31.4 (88.5)                 | 31.5 (88.7)                 | 26.5 (79.7)                 | 19.8 (67.6)                 | 11.5 (52.7)                 | 5.5 (41.9)                  | 18.8 (65.8)                 |
| المتوسط اليومي °م (°ف)                                                      | 0.1 (32.2)                  | 2.6 (36.7)                  | 7.6 (45.7)                  | 12.1 (53.8)                 | 17.3 (63.1)                 | 21.5 (70.7)                 | 23.8 (74.8)                 | 23.8 (74.8)                 | 18.8 (65.8)                 | 13.1 (55.6)                 | 6.5 (43.7)                  | 1.7 (35.1)                  | 12.4 (54.3)                 |
| متوسط درجة الحرارة الصغرى °م (°ف)                                           | −3.8 (25.2)                 | −2.3 (27.9)                 | 1.6 (34.9)                  | 5.4 (41.7)                  | 10.0 (50.0)                 | 13.7 (56.7)                 | 15.8 (60.4)                 | 15.7 (60.3)                 | 11.6 (52.9)                 | 7.2 (45.0)                  | 1.8 (35.2)                  | −1.8 (28.8)                 | 6.2 (43.2)                  |
| أدنى درجة حرارة °م (°ف)                                                     | −25.6 (−14.1)               | −21.8 (−7.2)                | −10.8 (12.6)                | −5.8 (21.6)                 | −1.0 (30.2)                 | 3.0 (37.4)                  | 7.0 (44.6)                  | 7.0 (44.6)                  | −2.0 (28.4)                 | −6.4 (20.5)                 | −12.2 (10.0)                | −22.9 (−9.2)                | −25.6 (−14.1)               |
| الهطول مم (إنش)                                                             | 30 (1.2)                    | 29 (1.1)                    | 38 (1.5)                    | 40 (1.6)                    | 43 (1.7)                    | 54 (2.1)                    | 38 (1.5)                    | 36 (1.4)                    | 34 (1.3)                    | 49 (1.9)                    | 45 (1.8)                    | 48 (1.9)                    | 483 (19.0)                  |
| متوسط أيام هطول الأمطار                                                     | 10                          | 9                           | 10                          | 10                          | 11                          | 10                          | 7                           | 6                           | 6                           | 7                           | 9                           | 11                          | 106                         |
| متوسط الأيام المثلجة                                                        | 5                           | 5                           | 3                           | 0.2                         | 0                           | 0                           | 0                           | 0                           | 0                           | 0.1                         | 2                           | 5                           | 20                          |
| متوسط الرطوبة النسبية (%)                                                   | 83                          | 75                          | 68                          | 66                          | 66                          | 61                          | 56                          | 56                          | 63                          | 74                          | 82                          | 85                          | 70                          |
| ساعات سطوع الشمس الشهرية                                                    | 86.9                        | 112.5                       | 161.1                       | 198.4                       | 245.2                       | 276.3                       | 323.0                       | 305.4                       | 247.5                       | 188.2                       | 114.8                       | 79.6                        | 2٬338٫9                     |
| المصدر #1: Pogoda.ru.net, المنظمة العالمية للأرصاد الجوية (أيام هطول المطر) |                             |                             |                             |                             |                             |                             |                             |                             |                             |                             |                             |                             |                             |
| المصدر #2: الإدارة الوطنية للمحيطات والغلاف الجوي (الشمس، 1961–1990)        |                             |                             |                             |                             |                             |                             |                             |                             |                             |                             |                             |                             |                             |

## التاريخ
- 1963 ضرب زلزال عنيف مدينة سكوبي اليوغسلافية أدى إلى مصرع الآلاف من الأشخاص. وقد حدث أول زلزال في العاصمة المقدونية في عام 500 واستمر لمدة 20 ثانية. وقد تم الشعور بالزلزال في نطاق 90 ميلاً عبر تاردار فالي وقد أدى الزلزال إلى تشريد 100 ألف شخص بينما تم إتلاف ثلاثة أرباع مباني المدينة. وقد أشارت التقارير الأولية إلى وجود المئات من الأشخاص المحاصرين تحت الأنقاض. وقد اكتظت المستشفيات بالمصابين وحدث نقص شديد في المؤن الطبية وبلازما الدم ووسائل الإسعافات وقد دمّر الزلزال محطة السكك الحديدية الرئيسية بالمدينة وكذلك مركز البريد مما أدى إلى عزلها تماماً عن العالم الخارجي. وقد هرعت فرق الإنقاذ من كافة أنحاء يوغوسلافيا لكي تساهم في مد يد العون إلى المدينة المنكوبة.

وقال شهود العيان إن المباني قد انهارت مثل ورق اللعب وكان الناس يجرون عبر شوارع المدينة طلباً للنجاة. وتعتبر مدينة سكوبي، الموجودة على ضفاف نهر فاردار عاصمة الجمهورية المقدونية اليوغوسلافية ويقطنها ما يزيد عن 200 ألف شخص. وأعلن الرئيس تيتو رئيس يوغوسلافيا عبر وسائل الإعلام بعد المأساة (أننا نقف معاً مع شعب يوغوسلافيا من أجل التخفيف من وقع الكارثة التي ألمت به).
وقد أشارت محطة تسجيل الزلزال في يوغوسلافيا إلى أن قوة الزلزال بلغت 6.9 بمقياس ريختر.

### العصر العثماني

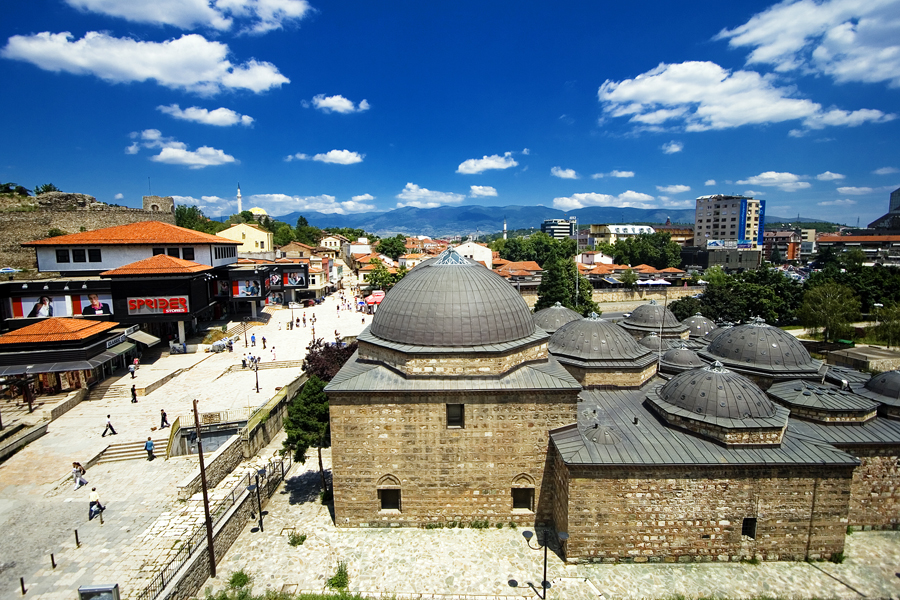
حمامات البازار القديم.

## الاقتصاد

### الوزن الاقتصادي

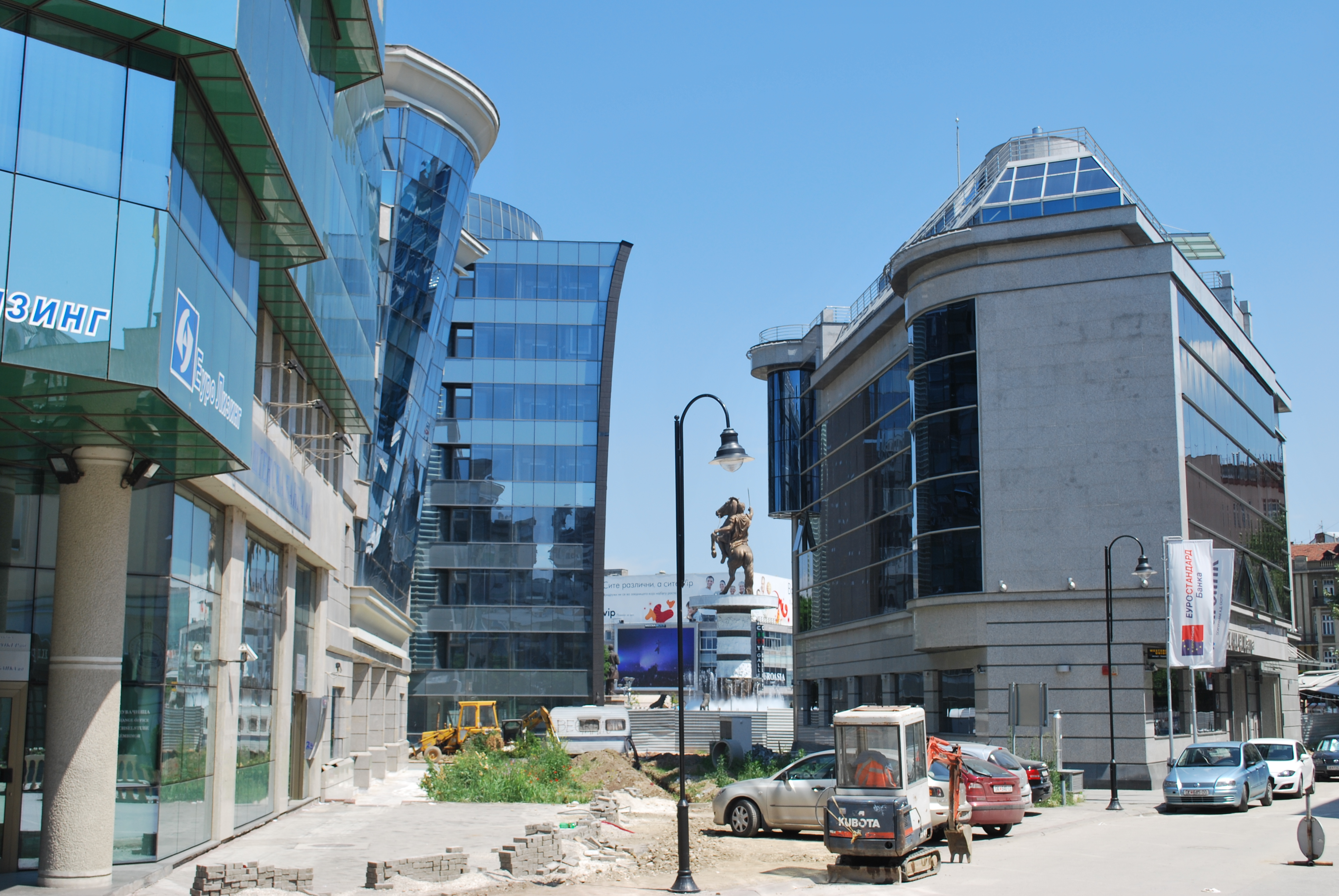
منطقة الشركات الصغيرة.

إسكوبية مدينة متوسطة على المستوى الأوروبي، لكن وبسبب دورها الإداري، فإنه يمكن مقارنتها بحواضر إقليمية صغيرة مثل صوفيا وسالونيك. كونها عاصمة وأكبر مدينة في جمهورية مقدونيا، تتركز جصة كبيرة من الاقتصاد الوطني في إسكوبية. تُنتج مقاطعة إسكوبية، التي تضم مدينة إسكوبية وبعض البلديات المجاورة، 45,5% من الناتج المحلي الإجمالي المقدوني. عام 2009، وصل الناتج المحلي الإجمالي الإقليمي إلى 6,565 دولار أمريكي، أي 155% من الناتج المحلي الإجمالي المقدوني. ومع ذلك فإن هذا الرقم يظل أصغر من أرقام صوفيا (10,106 دولار أمريكي)، سراييفو (10,048 دولار أمريكي)، بلغراد (7,983 دولار أمريكي) لكنه أعلى من رقم تيرانا (4,126 دولار أمريكي).
لأنه لا توجد مدينة كبيرة أخرى في جمهورية مقدونيا، وبسبب المركزية السياسية والاقتصادية، فإن عددًا كبيرًا من المقدونيين الذين يعيشون خارج إسكوبية يعملون في العاصمة. تشجع نشاطية المدينة أيضًا على الهجرة من الريف، ليس فقط من مقدونيا، ولكن أيضًا من كوسوفو، وألبانيا وصربيا الجنوبية.

### الشركات والأنشطة

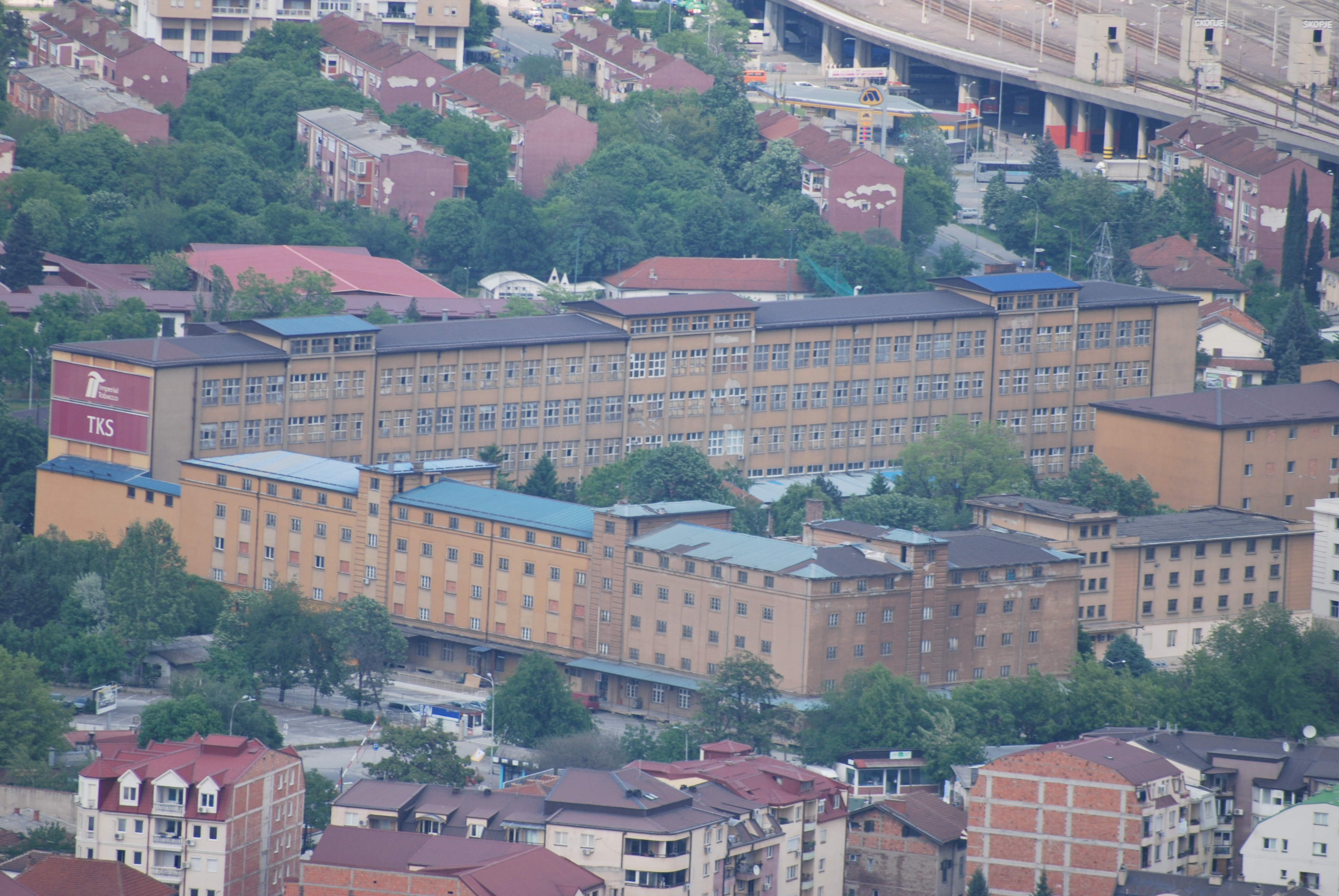
مصنع إمبيريال براندز.

عام 2009، كانت إسكوبية تضم 26,056 شركة لكن 145 منهن فقط كانت شركاتٍ كبيرة. الغالبية العظمى من الشركات إما صغيرة (12,017) أو صغيرة جدًا (13,625). تتعامل حصة كبيرة من الشركات مع تجارة السلع (9,758)، 3,839 منها مختصة في الأعمال والعقارات، و2،849 شركات مصنعة. ومع قلة عددها فإن الشركات الكبرى مسؤولة عن 51% من الاقتصاد المحلي خارج التمويل.
تطغى على القطاع الصناعي في المدينة معالجةُ الغذاء، النسيج، الطبع ومعالجةُ المعادن. عام 2012، كانت الصناعة مسؤولة عن نسبة 30% من الناتج المحلي الإجمالي للمدينة. تقع أغلب المناطق الصناعية في بلدية غابي بابا، على الطرق الرئيسية وخطوط السكك الحديدية المؤدية إلى بلغراد وسالونيك.
تقع هناكَ مصانع آرسيلور ميتال وماكستيل، وأيضًا مصنع جعة إسكوبية. تقع مناطق أخرى بين آيرودوم وكيسيلا على خط السكة الحديدية المؤدي إلى اليونان. تضم هذه المناطق ألكالوييد إسكوبية (الأدوية)، راد كونتشار (اللوازم الكهربائية)، إمبيريال توباكو وأوهيس (الأسمدة). توجد في المدينة أيضًا منطقتان اقتصاديتان خاصتان حول المطار ومعمل أوكتا. جذبت هذه المناطق عدة شركات أجنبية، مثل جونسون كونترولز، جونسون ماثي وفان هول.

### التوظيف

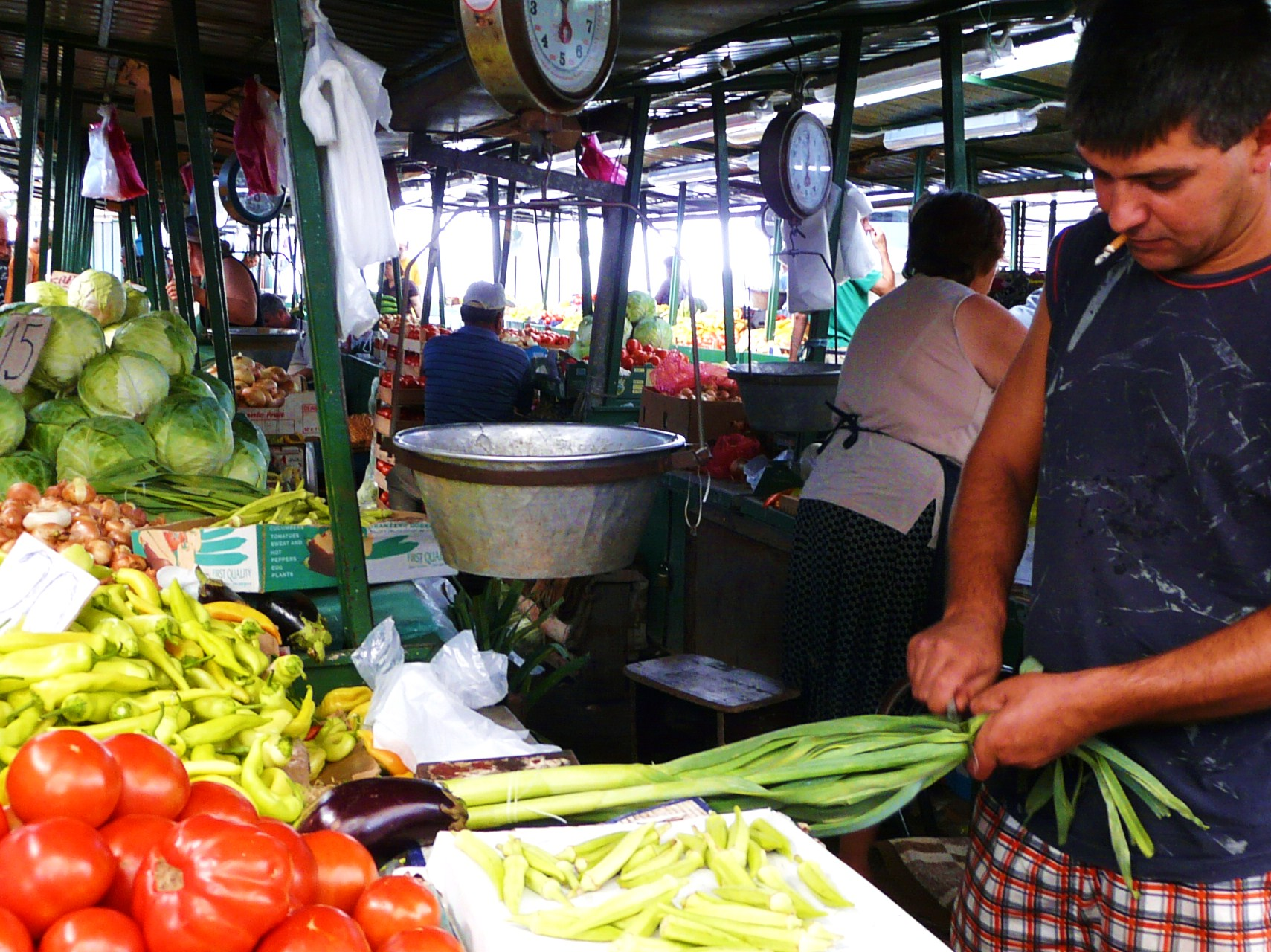
الزيلين بازار ("السوق الأخضر")

نسبة 51% من سكان المدينة النشطين هم موظفون في شركات صغيرة. يعمل حوالي 52% من السكان في قطاع الخدمات، 34% في القطاع الصناعي، والباقي في الأساس في القطاع الإداري.
وصل معدل البطالة في مقاطعة إسكوبية عام 2009 إلى 27%، أي ثلاث نقاط تحت المعدل الوطني (30%). كان لبلدية بولوغ المجاورة معدل مشابه، لكن المنطقة الأقل تأثرًا كانت المنطقة الجنوب غربية، بنسبة 22%. تؤثر البطالة في إسكوبية في الأساس على الرجال، الذين يمثلون نسبة 56% من الباحثين عن العمل، وعلى الأشخاصِ ما بين 25 و44 عام (نسبة 45%) وعلى الأشخاصِ غير المؤهلين (43%). تؤثر البطالة أيضًا على الغجر، الذين يمثلون نسبة 4.63% من سكان المدينة. تعاني نسبة 70% من السكان النشطين من البطالة.
وصل متوسط صافي الأجر الشهري في إسكوبية 400 يورو في أكتوبر 2010، أي 120% من الرقم الوطني. كان متوسط الأجر في إسكوبية أقل من متوسط الأجر في سراييفو (522 يورو)، صوفيا (436 يورو) وبلغراد (440 يورو).

## السكان

### الديموغرافيا
كان يعيش في الحدود الإدارية لمدينة إسكوبية 506,926 ساكنًا عام 2012، بينما كان يعيش 378,243 ساكنًا في الوحدة الحضرية. وصل عدد سكان المدينة في حدودها الإدارية إلى 668,518 ساكنًا في إحدى تقديرات عام 2006. تغطي منطقة توظيف إسكوبية جزءًا كبيرًا من جمهورية مقدونيا، يضم فيليس، كومانوفو وتيتوفو ويصل مجموع سكانه إلى أكثر من مليون ساكن.
تضم إسكوبية ثلث سكان جمهورية مقدونيا وهي أكبر بفارق كبير من بقية المدن المقدونية. ثاني أكثر البلديات كثافةً سكانية، كومانوفو، كان عدد سكانها 107,632 عام 2011، وعدد سكان وحدتها الحضارية 76,272 نسمة عام 2002.
قبل الحرب النمساوية التركية وحريق 1689، كانت إسكوبية إحدى أكبر المدن في البلقان، حيث كان يقدر عدد سكانها بما بين 30,000 و60،000 نسمة. بعد الحريق، عانت المدينة من فترة طويلة من التراجع وهبط عدد سكانها إلى 10,000 فقط عام 1836. ومع ذلك، بدأ عدد السكان بالارتفاع مجددًا بعد 1850 ووصل إلى 32,000 ساكنًا عام 1905. في القرن العشرين، كانت إسكوبية إحدى أسرع مدن يوغوسلافيا نموًا ووصل عدد سكانها عام 1971 إلى 448,200 نسمة. منذ ذلك الوقت والنمو السكاني للمدينة يتواصل بصورة ثابتة.

### المجموعات العرقية
| المجموعة  | إسكوبية | مقدونيا |
| --------- | ------- | ------- |
| مقدونيون  | 66.7    | 64.1    |
| ألبان     | 20.4    | 25.1    |
| غجر       | 4.6     | 2.6     |
| صرب       | 2.8     | 1.7     |
| أتراك     | 1.7     | 3.8     |
| بوشناق    | 1.5     | 0.8     |
| أرومانيون | 0.5     | 0.4     |
| آخرون     | 1,6     | 1       |
| المجموع   | 100     | 100     |

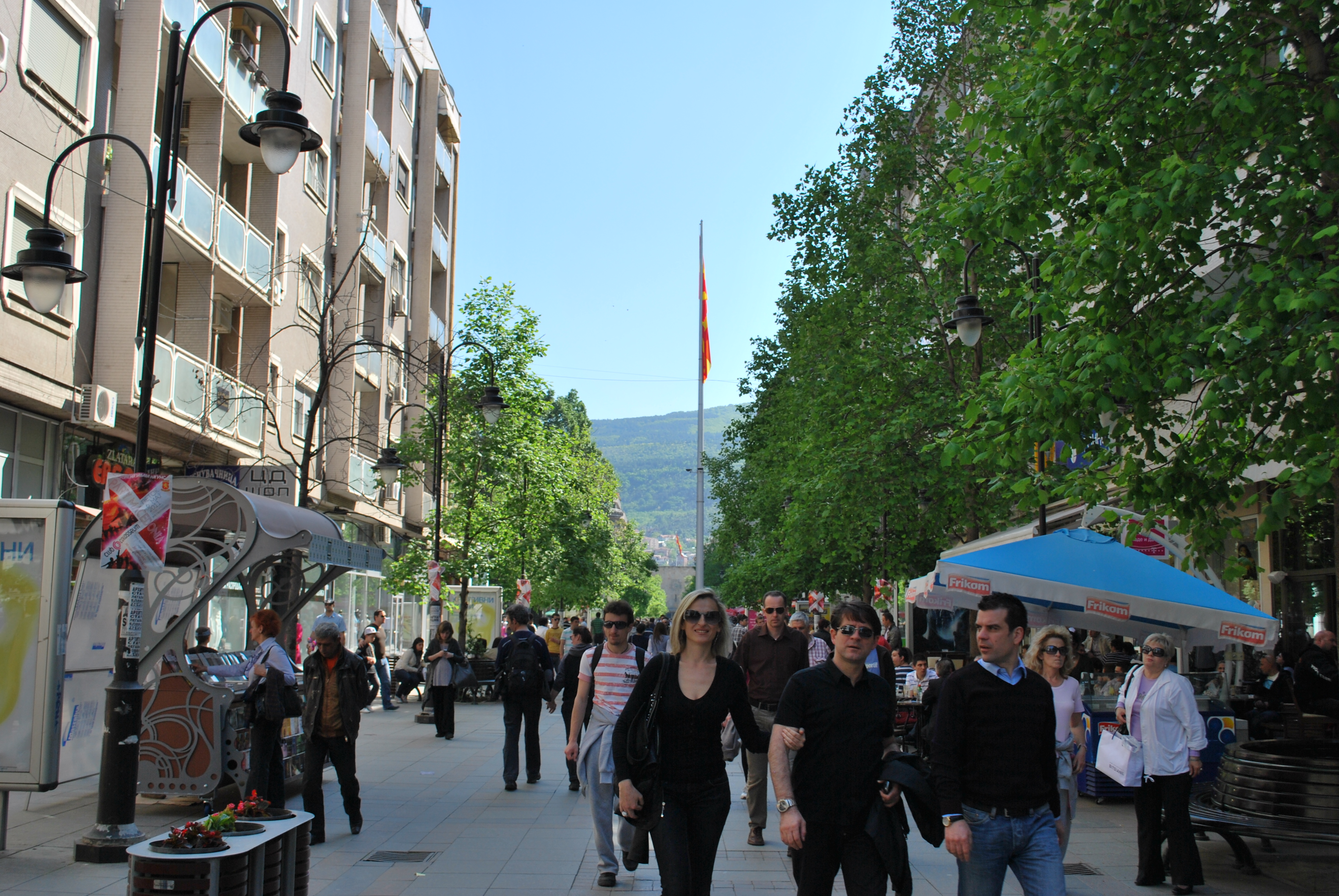
أشخاص على شارع مقدونيا، محور المشاة الرئيسي للمدينة.

تتميز إسكوبية، كجمهورية مقدونيا بشكل عام، بتنوع عرقي كبير. تقع المدينة في منطقة يجتمع فيها الألبان والمقدونيون، واستقبلت في تاريخها الغجر والأتراك واليهود. كانت إسكوبية في الأساس مدينةً مسلمة حتى القرن التاسع عشر، حيث بدأت أعداد كبيرة من المسيحيين بالاستقرار في المدينة. وفقًا لتعداد 2002، فإن المقدونيين كانوا أكبر مجموعة عرقية في إسكوبية، بـ338،358 ساكنًا، أي 66.75% من مجموع السكان. أتى بعدهم الألبان بـ103،891 ساكنًا (20.49%)، الغجر بـ23،475 (4.63%)، الصرب (14,298 ساكنًا)، الأتراك (8,595)، البوشناق (7,585) والفلاخ (2,557). لم ينتمِ 8,167 شخصًا إلى أي من هذه المجموعات.
يشكل المقدونيون الأغلبية الساحقة من السكان في بلديات آيرودرم، سينتر، كابوش وكيسلا فودا، التي تقع جميعًا جنوب نهر فاردار. يشكلون أيضًا الأغلبية في بوتيل وگازي بابا الواقعتين شمال النهر. يشكل الألبان الأغلبية في تشاير وفي ساراي. ويشكلون أقلية كبيرة في بوتيل وگازي بابا. يشكل الغجر غالبية سكان شوتو أوريزاري الواقعة على الحافة الشمالية من المدينة.
عندما تصل أقلية عرقية إلى نسبة 20% (على الأقل) من سكان إحدى البلديات، فإن لغة هذه الأقلية تصبح رسمية على المستوى المحلي. وهكذا فإن اللغة الألبانية مُدرجة في مدارس وإدارات تشاير وساراي، والحال ذاته مع الرومنية في شوتو أوريزاري. الأخيرة هي البلدية الوحيدة في العالم التي تُعد الرومنية فيها لغةً رسمية.
العلاقات بين المجموعتين الأكبر، المقدونيون والألبان، صعبة أحيانًا، مثلُها مثل بقية الدولة. تتسامح كل مجموعة مع الأخرى لكن المجموعتين بشكل عام تميلان إلى تجنب بعضهما البعض والعيش في ما يبدو كعالمين متوازين. من جانبها فإن الأقلية الغجرية محرومة. حجم المجموعة غير معروف لأن كثيرًا من الغجر المقدونيين يعلنون عن أنفسهم على أنهم ينتمون إلى مجموعاتٍ عرقيةٍ أخرى أو بتفادون ببساطة الإحصاءات.

### الدين
الانتماء الديني وطيد الارتباط بالعرقية: المقدونيون، الصرب و«الفلاك» هم بشكل أساسي أرثوذكسيون، بينما الألبان والأتراك والغجر في الأغلب مسلمون. تعيش بإسكوبية أيضًا أقلية كاثوليكية ألبانية وإليها انتمت الأم تريزا.
حسب تعداد 2002، فإن 68.5% من سكان إسكوبية ينتمون إلى الديانة الأرثوذكسية الشرقية، بينما 28.6% ينتمون إلى الديانة الإسلامية. كانت تسكن المدينة أيضًا أقليات كاثوليكية (0.5%) وبروتستانتية (0.04%).
حتى الحرب العالمية الثانية، كانت تعيش بإسكوبية أقلية يهودية كبيرة انحدرت أساسًا من السفارديين الإسبان الذين كانوا قد فروا من محاكم التفتيش. كانت المجموعة تضم 2424 عضوًا عام 1939 وقد رُحلَّ وقُتل أغلبهم من طرف النازيين. بعد الحرب، استقر أغلب الناجين في إسرائيل.
بسبب ماضي المدينة العثماني، المساجد في إسكوبية أكثر من الكنائس. غالبًا ما تشكو المجتمعات الدينية قلةَ البنى التحتية ودائمًا ما تُبنى معابد جديدة. إسكوبية مقر العديد من المنظمات الدينية المقدونية، مثل الكنيسة المقدونية الأرثوذكسية والاتحاد الديني الإسلامي المقدوني. بالمدينة كاتدرائية أرثوذكسية وعدة مدارس إسلامية وكاتدرائية رومانية كاثوليكية وكنيس.

### الصحة
في إسكوبية عدة مستشفيات عامة وخاصة وعدة مؤسسات طبية متخصصة، تشمل مستشفى للأمراض النفسية، ومستشفيين من مستشفيات الولادة، ومستشفى متخصص في الشيخوخة ومعاهد لأمراض الجهاز التنفسي وأمراض العيون. في عام 2012، كان لدى إسكوبية طبيب واحد لكل 251.6 نسمة، وهو رقم أعلى من النسبة الوطنية (طبيب واحد لكل 370.9). نسبة الأخصاء الطبيين في المدينة أيضًا أعلى منها في بقية الدولة. ورغم ذلك، فنسبة أَسِرَّة المستشفيات والصيادلة وأطباء الأسنان أقل في إسكوبية. يتمتع سكان المدينة بمعايير صحية أفضل من غيرهم من المقدونيين. في عام 2010، كان معدل الوفيات حوالي 8.6% في إسكوبية و9.3% على المستوى الوطني، بينما كان معدل وفيات الرضع بنسبة 6.8% في إسكوبية و7.6% في مقدونيا.

### التعليم

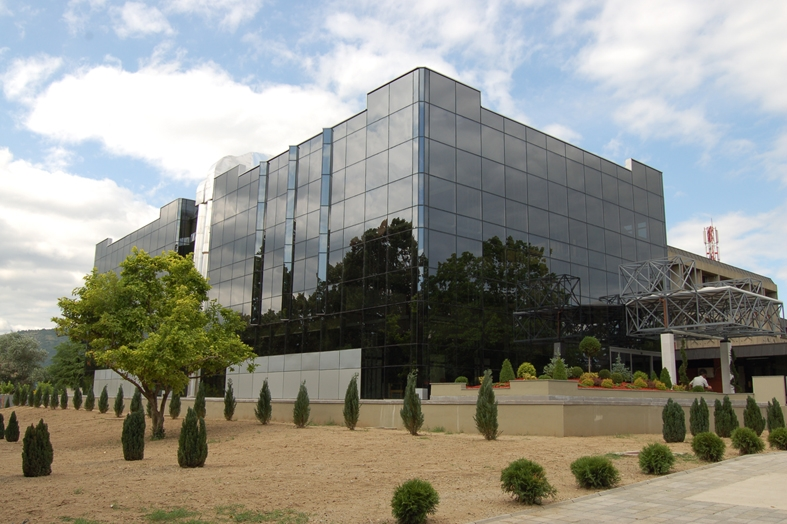
مكتبة وجامعة "سانت كليمنت من أوهريد".

يعتبر سكان إسكوبية الأكثر تعليماً مقارنة بمدن مقدونيا الأخرى. 16% من السكوبيين يحملون شهادات جامعية مقابل 10% في باقي البلاد. نسبة الذين لم يتلقوا تعليماً أبداً أو من تلقوا تعليماً جزئياً تبلغ 9% فيما تبلغ 17% في المناطق الأخرى. يشار إلى أن حوالي 80% من المقدونيين الذي يحملون شهادة الدكتوراه يقيمون في إسكوبية
يوجد في إسكوبية 21 مدرسة ثانوية، 16 منها مدارس مهنية.
تستضيف المدينة أيضاً العديد من معاهد التعليم العالي، أهمها جامعة "Ss. Cyril and Methodius" التي أنشأت عام 1949. في الجامعة 23 قسماً و 10 معاهد أبحاث وفيها 50,000 طالب
بعد إعلان استقلال جمهورية مقدونيا عام 1991، أنشأت العديد من الجامعات الخاصة في إسكوبية، أكبرها حالياً جامعة جمهورية مقدونيا الأوروبية وتشمل 7 أقسام وجامعة FON وفيها 9 أقسام.

## الإعلام

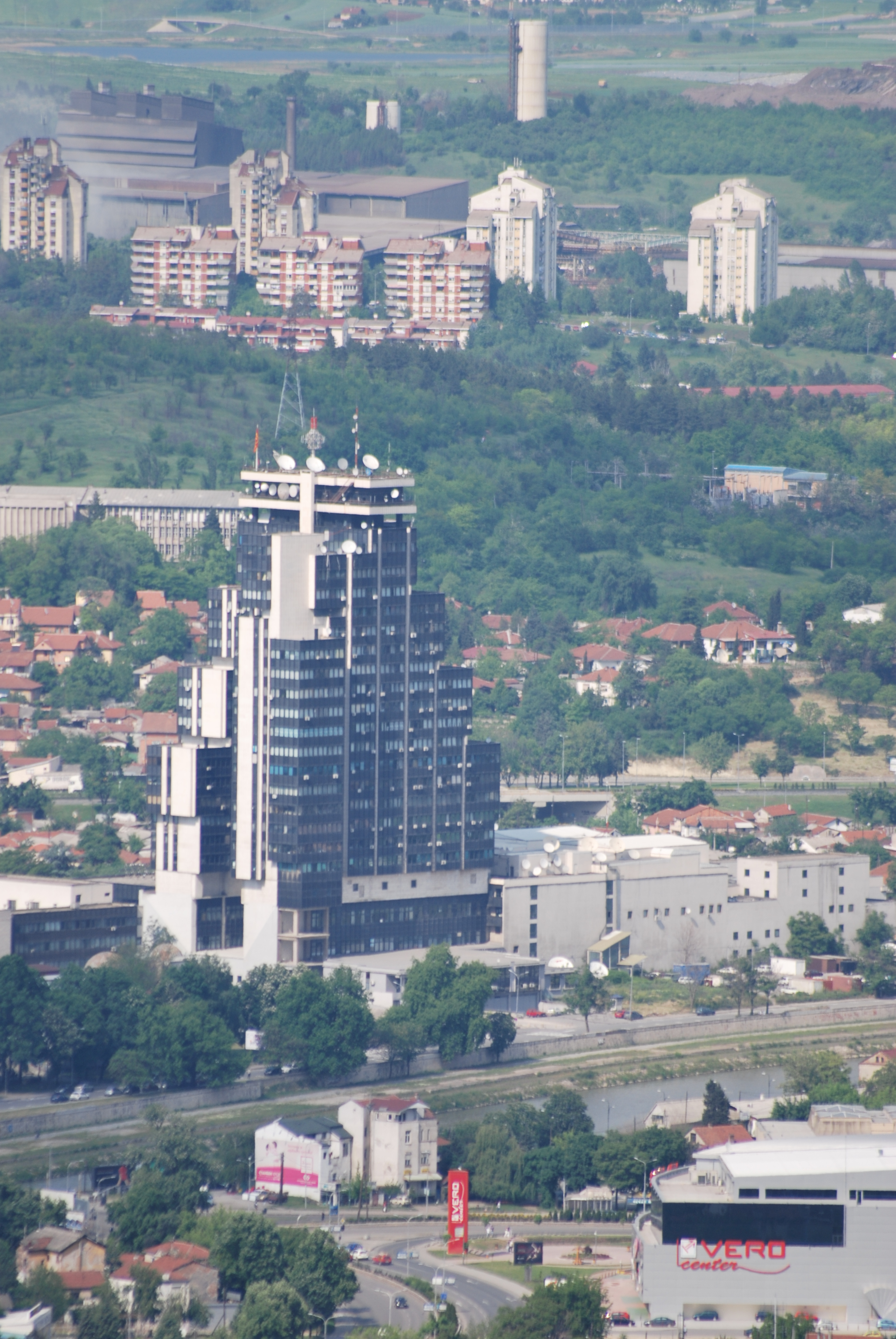
مقر إذاعة وتلفزيون مقدونيا.

إسكوبية هي أكبر مركز إعلامي في مقدونيا. فمن بين 818 صحيفة شملتها دراسة أجرتها وزارة الإعلام عام 2000، يوجد ما يزيد عن 600 مقر صحيفة في إسكوبية. أنشأت صحيفة «دنيفنيك» اليومية عام 1996 توزع حوالي 60,000 نسخة يومياً وهي أكبر الصحف المطبوعة في البلاد. من الصحف الكبرى الهامة في إسكوبية صحيفة «فيتسير» توزع 50,000 نسخة و«نوفا مقدونيا» وتوزع 20,000 نسخة. من الصحف الخاصة «أوترينسكي فينسيك» (30,000 نسخة)، «فيست» (25,000 نسخة)، «فريمي» (15,000 نسخة). أما المجلات فيوجد مجلة «فوكاس» (12,000 نسخة)، «ستارت» (10,000 نسخة)، «دينس» (7,500 نسخة) وجميع مقراتها في إسكوبية.
في إسكوبية تقع مقرات استديوهات إذاعة وتلفزيون مقدونيا الوطني. وقد أنشأت عام 1966، تبث على ثلاث قنوات بث وطنية على مدار اليوم. كما يوجد محطات تلفزيونية خاصة كقناة «سيتيل» والقنال 5، تيلما، ألفا، ألسات م وشركات تلفزيونية أخرى خاصة.
تشغّل هذه الهيئة أيضاً محطات إذاعية بتغطية وطنية، في حين تعتبر محطة قناة 77 في إسكوبية المحطة الخاصة الوحيدة التي تملك مدى تغطية واسع.
كما توجد العديد من كبرى وكالات الأنباء العالمية كوكالة المعلومات المقدونية الحكومية ووكالة ماكفاس الخاصة.